# Hysteriaceae
Hysteriaceae es una familia de hongos y la única familia del orden Hysteriales. Los miembros de Hysteriaceae se definen por tener una estructura sexual denominada histerotecio, una estructura alargada que tiene una hendidura longitudinal y que libera las esporas sexuales producidas. La familia posee una amplia distribución, con numerosas especies habitando en regiones templadas, y la mayoría son saprótrofos en madera o corteza, aunque algunas son parásitas de plantas.

## Géneros
- Acrogenospora M.B. Ellis (1971)[3] tiene 7 especies, todas de las cuales son anamorfas del género Farlowiella.[4] La especie tipo es Acrogenospora sphaerocephala (Berk. & Broome) M.B. Ellis (1971).
- Gloniella Sacc. (1883) contiene más de 70 especies, y el tipo es Gloniella sardoa Sacc. & Traverso (1883)[5]
- Gloniopsis De Not. (1847) contiene unas 45 especies. La especie tipo es Gloniopsis decipiens De Not. (1847).[6]
- Hysterium Pers. (1797), con unas 400 especies, es el género más grande de Hysteriaceae.[7] La especie tipo es Hysterium pulicare Ellis.[8]
- Hysteropatella Rehm (1890) tiene 8 especies,[9] y la especie tipo es Hysteropatella prostii (Duby) Rehm (1890).[10]
- Pseudoscypha J. Reid & Piroz (1966) tiene una especie, P. abietis.[11]